# Statue équestre de Louis IX
La Statue équestre de Louis IX est une sculpture équestre du roi Louis IX réalisée par le sculpteur Hippolyte Lefèbvre.
L'œuvre est située sur le contrefort du porche de la basilique du Sacré-Cœur de Montmartre, côté ouest, dans le 18e arrondissement de Paris.
Une autre statue équestre du même sculpteur, de Jeanne d'Arc, se trouve sur le contrefort mais côté est, en miroir.

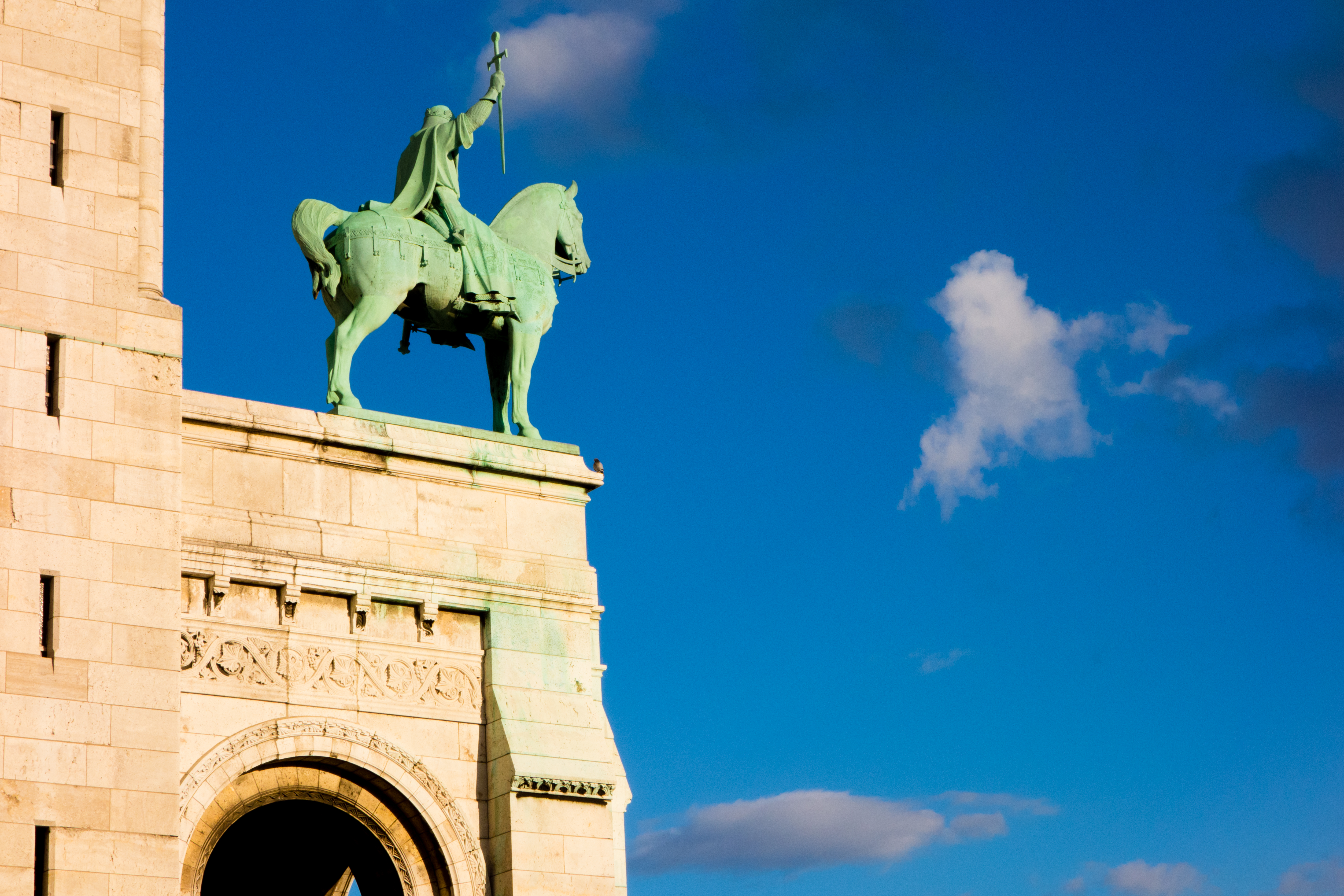
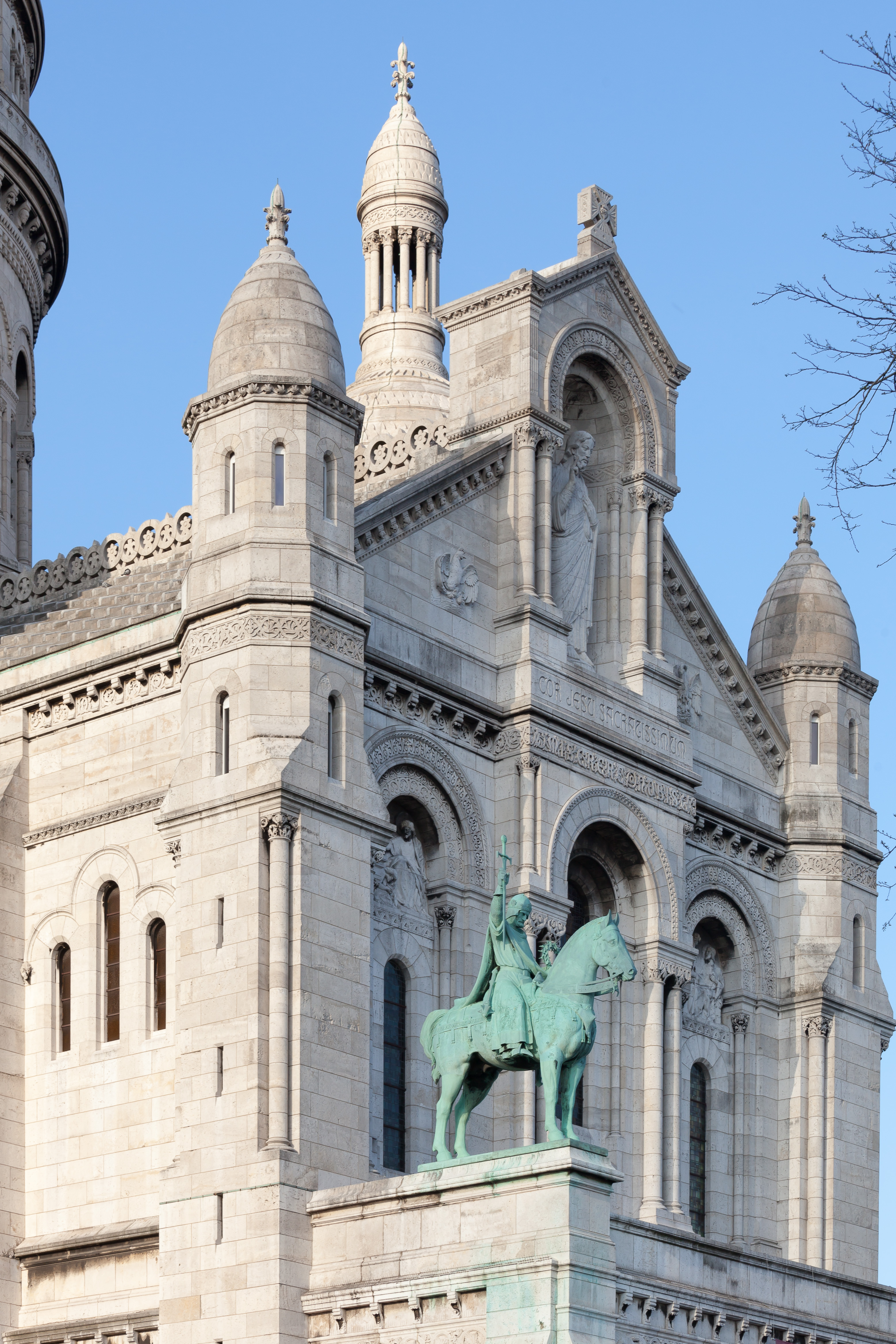
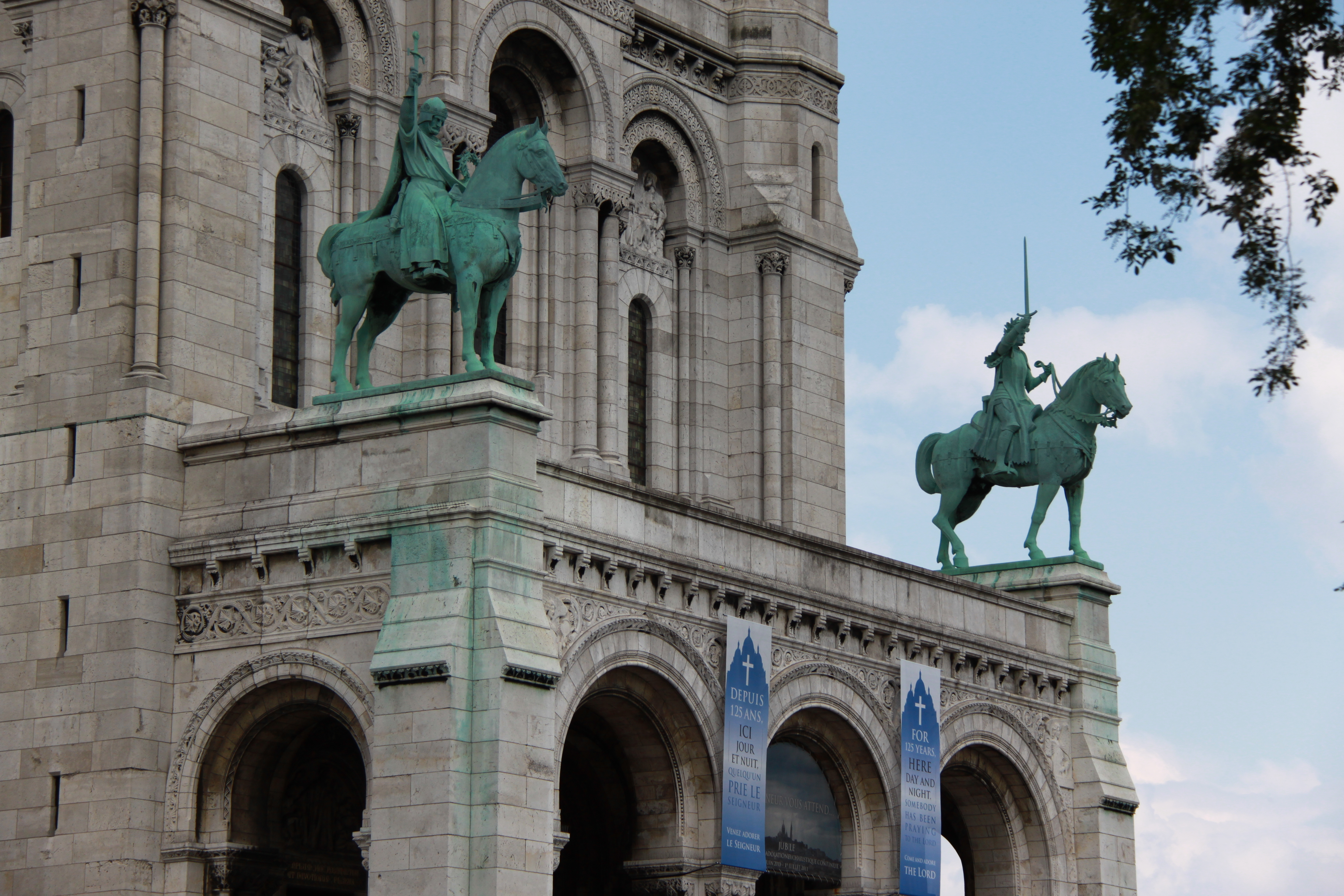
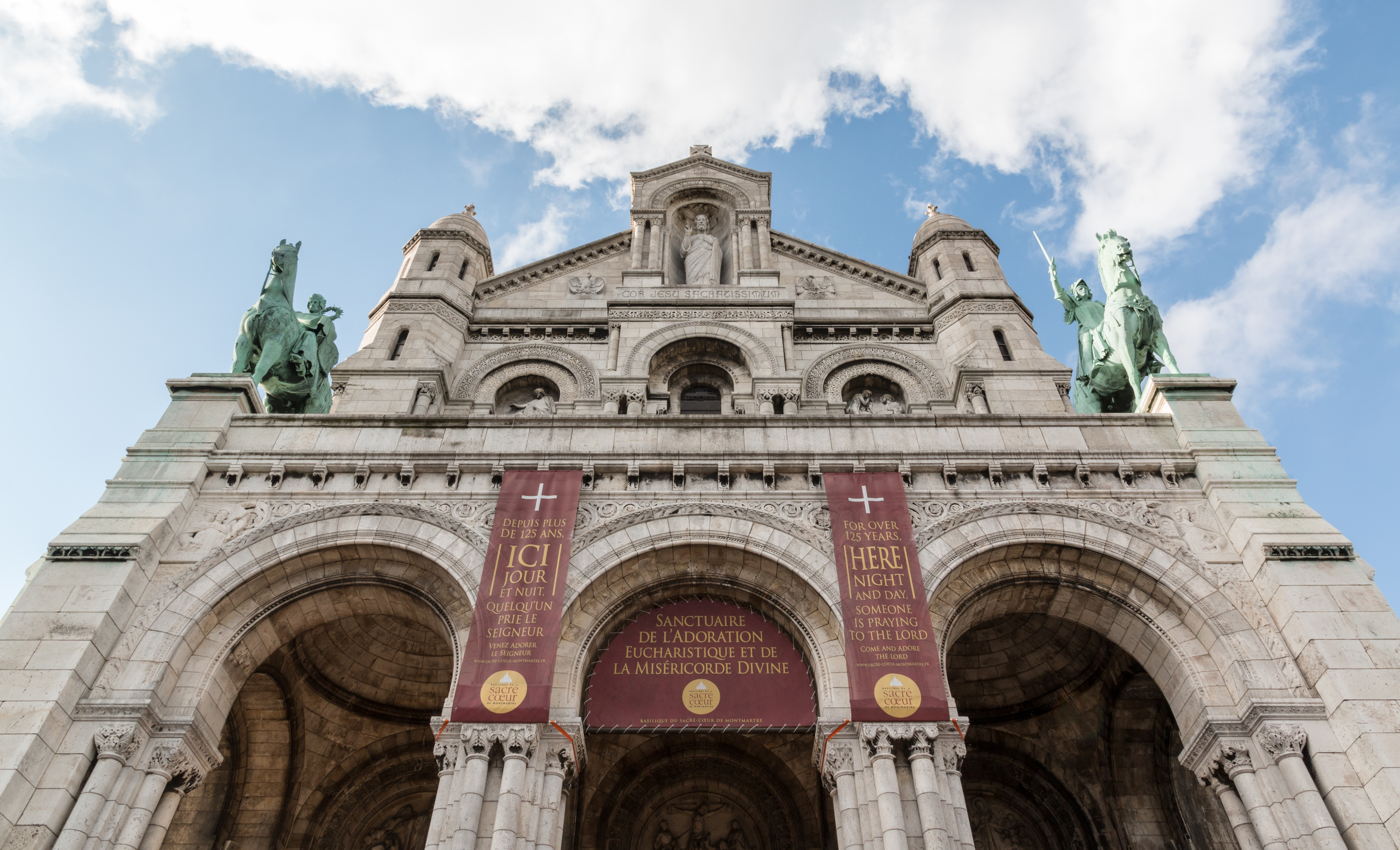